# Conioscinella tripunctata
Conioscinella tripunctata är en tvåvingeart som först beskrevs av Charles Howard Curran 1926.  Conioscinella tripunctata ingår i släktet Conioscinella och familjen fritflugor. Inga underarter finns listade i Catalogue of Life.